# Valery Rukhledev
Valery Rukhledev, de son nom complet Valery Nikititch Rukhledev, est un sportif sourd, né le 18 janvier 1948, originaire de la région de Kraï de Krasnoïarsk en Russie. Il a remporté six médaille d'or des Deaflympics et il est l'un des athlètes les plus médaillés aux Deaflympics. Il est l'ancien et neuvième président du Comité international des sports des sourds.

## Biographie
Valery étudie dans une école russe pour les sourds à Novokouznetsk puis, à Odessa en Ukraine. Il participe trois fois aux Deaflympics : 1969, 1973 et 1977 où à chaque jeu, il remporte deux médailles d'or dans les compétitions de lutte. Valery est l'un des athlètes les plus médaillés de l'histoire des Deaflympics d'été.
Valery se porte deux fois candidat pour le poste du président du Comité international des sports des sourds : en 2005 contre l'Américaine Donalda Ammons et en 2009 avec 32 voix contre Craig Crowley avec 33 voix.
Le 25 juillet 2013, Valery est à nouveau candidat pour le poste du président du Comité international des sports des sourds et est enfin élu avec 39 voix contre Craig Crowley avec 33 voix.
A la fin du mai 2018, Valery est placé sous deux mois d'assignation à résidence par le tribunal de Tverskoï de Moscou jusqu'au 23 juillet 2018. Selon l'enquête, Rukhledev est impliqué dans le retrait de plus de 50 millions de roubles (803 800 $) de la fédération russe All-Russian Society of the Deaf et le détournement de fonds n'a pas rapport avec la Comité international des sports des sourds. En juillet 2018, il se retire au poste de président du Comité international des sports des sourds à cause de problème de justice.

## Parcours dans la vie politicienne
- Président de l'Association nationale des sourds de la Russie : ?-?
- Président du Comité russe de sports des sourds : 2010-2013
- Président du Comité international des sports des sourds : 2013-2018.

## Palmarès

### Deaflympics
- Deaflympics d'été de 1969
  -  Médaille d'or sur l'épreuve du Lutte libre Homme 78 - 87 kg.
  -  Médaille d'or sur l'épreuve du Lutte gréco-romaine Homme 78 - 87 kg.
- Deaflympics d'été de 1973
  -  Médaille d'or sur l'épreuve du Lutte libre Homme 82 - 90 kg.
  -  Médaille d'or sur l'épreuve du Lutte gréco-romaine Homme 82 - 90 kg.
- Deaflympics d'été de 1977
  -  Médaille d'or sur l'épreuve du Lutte libre Homme 90 - 100 kg.
  -  Médaille d'or sur l'épreuve du Lutte gréco-romaine Homme 90 - 100 kg.

### Distinctions et récompenses
- Prix Edward Miner Gallaudet Award par l'Université Gallaudet en 2016[7]